# Nectaropetalum lebrunii
Nectaropetalum lebrunii är en tvåhjärtbladig växtart som beskrevs av Gilbert. Nectaropetalum lebrunii ingår i släktet Nectaropetalum och familjen Erythroxylaceae. Inga underarter finns listade i Catalogue of Life.